# Territoriale indeling van Roraima

Roraima

De Braziliaanse deelstaat Roraima is ingedeeld in 2 mesoregio's, 4 microregio's en 15 gemeenten.

## Norte de Roraima (mesoregio)
2 microregio's, 8 gemeenten

### Boa Vista (microregio)
4 gemeenten:
Alto Alegre -
Amajari -
Boa Vista -
Pacaraima

### Nordeste de Roraima (microregio)
4 gemeenten:
Bonfim -
Cantá -
Normandia -
Uiramutã

## Sul de Roraima (mesoregio)
2 microregio's, 7 gemeenten

### Caracaraí (microregio)
3 gemeenten:
Caracaraí -
Iracema -
Mucajaí

### Sudeste de Roraima (microregio)
4 gemeenten:
Caroebe -
Rorainópolis -
São João da Baliza -
São Luís
Acre · Alagoas · Amapá · Amazonas · Bahia · Ceará · Espírito Santo · Federaal District · Goiás · Maranhão · Mato Grosso · Mato Grosso do Sul · Minas Gerais · Pará · Paraíba · Paraná · Pernambuco · Piauí · Rio de Janeiro · Rio Grande do Norte · Rio Grande do Sul · Rondônia · Roraima · Santa Catarina · São Paulo · Sergipe · Tocantins